# 1746
Il 1746 (MDCCXLVI in numeri romani) è un anno  del XVIII secolo.

## Eventi
- 17 gennaio – Battaglia di Falkirk: Carlo Edoardo Stuart, "Bonnie Prince Charlie", sconfigge l'esercito degli Hannover a Falkirk, nella sua campagna (che terminerà senza successo) per recuperare il trono alla dinastia Giacobita.
- 16 aprile – Battaglia di Culloden: A Inverness, la vittoria degli Inglesi fedeli al Casato di Hannover sui giacobiti pone fine all'Insurrezione giacobita iniziata l'anno precedente.
- 16 giugno – Battaglia di Piacenza: Durante la Guerra di successione austriaca ha luogo uno scontro sul suolo italiano, conclusosi con la vittoria delle truppe austriache.
- 29 giugno: Papa Benedetto XIV canonizza a Roma san Giuseppe da Leonessa e Caterina de' Ricci.
- 11 ottobre – Battaglia di Roucoux: Durante la guerra di successione austriaca, l'esercito francese sconfigge la coalizione dell'Esercito Prammatico.
- 28 ottobre – Un terremoto distrugge le città di Lima e Callao in Perù.
- 5 dicembre – Episodio del Balilla: a Portoria (Genova) un ragazzo tira un sasso in fronte ad un soldato degli austriaci; darà il "via" alla rivolta cittadina che scacciò gli austriaci da Genova.
- Giuseppe Giovannozzi, scultore e pittore, decora la Grotta del Bandino costruita per la famiglia Niccolini da Giuseppe Menabuoi alla Villa del Bandino nel borgo del Bandino a Firenze sud (Gavinana).
- Vengono scoperti gli ammassi globulari M2 e M15 da Giovanni Domenico Maraldi.
- Vengono scoperti l'ammasso globulare M4 e la Nebulosa Omega (M17) da Jean-Philippe Loys de Chéseaux.

### Eventi in corso
- Guerra di successione austriaca (1740-1748).

## Nati

### Gennaio
- 4 gennaio - Marco Federici, rivoluzionario e politico italiano († 1824)
- 4 gennaio - Benjamin Rush, politico statunitense († 1813)
- 5 gennaio - Pasquale Navone, scultore italiano († 1791)
- 6 gennaio - Eugénie D'Hannetaire, attrice teatrale francese († 1816)
- 7 gennaio - George Elphinstone, I visconte Keith, ammiraglio britannico († 1823)
- 8 gennaio - Cristiano Federico di Stolberg-Wernigerode, nobile tedesco († 1824)
- 11 gennaio - William Curtis, botanico inglese († 1799)
- 11 gennaio - František Adam Míča, compositore ceco († 1811)
- 12 gennaio - Johann Heinrich Pestalozzi, pedagogista e filosofo svizzero († 1827)
- 13 gennaio - Thomas Howard, III conte di Effingham, nobile e politico britannico († 1791)
- 15 gennaio - Balthasar Anton Dunker, pittore e incisore tedesco († 1807)
- 15 gennaio - Jacques Léopold de La Tour d'Auvergne, nobile francese († 1802)
- 16 gennaio - Johann Helfrich von Müller, ingegnere tedesco († 1830)
- 20 gennaio - Nicolas Léonard Tourte, archettaio francese
- 21 gennaio - Madame de Genlis, scrittrice francese († 1830)
- 24 gennaio - Gustavo III di Svezia, re († 1792)
- 31 gennaio - Federico Luigi di Hohenlohe-Ingelfingen, nobile e generale prussiano († 1818)

### Febbraio
- 4 febbraio - Tadeusz Kościuszko, generale e ingegnere polacco († 1817)
- 7 febbraio - Joseph Boze, pittore francese († 1826)
- 7 febbraio - Riccardo Capece Minutolo, vescovo cattolico italiano († 1801)
- 11 febbraio - Luis Paret, pittore spagnolo († 1799)
- 18 febbraio - John Dyke Acland, ufficiale e politico britannico († 1778)
- 24 febbraio - Uno von Troil, religioso svedese († 1803)
- 25 febbraio - Charles Cotesworth Pinckney, politico, generale e diplomatico statunitense († 1825)
- 26 febbraio - Maria Amalia d'Asburgo-Lorena, sovrana austriaca († 1804)
- 27 febbraio - Gian Francesco Fortunati, compositore italiano († 1821)
- 27 febbraio - Louis Gohier, politico francese († 1830)

### Marzo
- 1º marzo - Cesare Majoli, presbitero e naturalista italiano († 1823)
- 2 marzo - Carolina d'Assia-Darmstadt, principessa († 1821)
- 3 marzo - Izabela Fleming, principessa e scrittrice polacca († 1835)
- 7 marzo - André Michaux, botanico e esploratore francese († 1801)
- 11 marzo - Paolina Secco Suardo, poetessa italiana († 1801)
- 12 marzo - Francesco Carboni, linguista, traduttore e scrittore italiano († 1817)
- 12 marzo - Nicolas Ponce, scrittore, disegnatore e incisore francese († 1831)
- 15 marzo - Charles Howard, XI duca di Norfolk, nobile e politico britannico († 1815)
- 15 marzo - Friedrich Heinrich Wiggers, botanico tedesco († 1811)
- 22 marzo - Gérard van Spaendonck, pittore e incisore olandese († 1822)
- 23 marzo - Costillares, torero spagnolo († 1800)
- 27 marzo - Carlo Maria Buonaparte, nobile, avvocato e politico italiano († 1785)
- 30 marzo - Francisco Goya, pittore e incisore spagnolo († 1828)

### Aprile
- 1º aprile - Jean-Étienne-Marie Portalis, giurista francese († 1807)
- 3 aprile - Vincenzo Pacetti, scultore italiano († 1820)
- 8 aprile - Giuseppe Cambini, compositore e violinista italiano († 1825)
- 14 aprile - Franjo Jelačić, generale austriaco († 1810)
- 15 aprile - Henri Decremps, giurista e matematico francese († 1829)
- 15 aprile - Giorgio Santi, naturalista, chimico e botanico italiano († 1822)
- 21 aprile - James Harris, I conte di Malmesbury, diplomatico inglese († 1820)

### Maggio
- 2 maggio - Robert Lindet, politico e avvocato francese († 1825)
- 5 maggio - Jean-Nicolas Pache, politico francese († 1823)
- 9 maggio - Gaspard Monge, matematico e disegnatore francese († 1818)
- 22 maggio - Karl Fëdorovič von Knorring, generale russo († 1820)
- 26 maggio - Luigi Mozzi, presbitero e gesuita italiano († 1813)

### Giugno
- 1º giugno - Louis-François-Alexandre de Jarente de Senas d'Orgeval, vescovo cattolico francese († 1810)
- 2 giugno - Wilhelm Cramer, violinista e direttore d'orchestra tedesco († 1799)
- 5 giugno - Carlo Emanuele d'Assia-Rheinfels-Rotenburg, nobile († 1812)
- 5 giugno - Girolamo Luigi Crivelli, vescovo cattolico italiano († 1780)
- 7 giugno - Jules de Polignac, I duca di Polignac, nobile e militare francese († 1817)
- 10 giugno - Antoine Quentin Fouquier-Tinville, magistrato e rivoluzionario francese († 1795)
- 12 giugno - Antonia María de Heredia, nobildonna spagnola († 1808)
- 15 giugno - Charles Louis L'Héritier de Brutelle, magistrato e botanico francese († 1800)
- 18 giugno - Johann Gottfried Leonhardi, medico e chimico tedesco († 1823)
- 23 giugno - Hanawa Hokiichi, filosofo, scrittore e monaco buddista giapponese († 1821)
- 23 giugno - Samuel Eyles Pierce, predicatore e teologo inglese († 1829)
- 28 giugno - Jean-Siffrein Maury, cardinale e arcivescovo cattolico francese († 1817)

### Luglio
- 3 luglio - Sofia Maddalena di Danimarca,  danese († 1813)
- 5 luglio - Franz Anton von Zauner, architetto austriaco († 1822)
- 6 luglio - Giovanni Battista Grazioli, compositore e organista italiano († 1820)
- 7 luglio - Ludwig Wenzel Lachnith, musicista e compositore boemo († 1820)
- 16 luglio - Giuseppe Piazzi, presbitero e astronomo italiano († 1826)
- 20 luglio - Francisco de Saavedra, politico spagnolo († 1819)
- 23 luglio - Bernardo de Gálvez y Madrid, generale e politico spagnolo († 1786)
- 25 luglio - Joachim Godske Moltke, politico danese († 1818)
- 25 luglio - Maria Benedetta di Braganza, principessa portoghese († 1829)
- 26 luglio - Georg Heinrich Borowski, zoologo tedesco († 1801)
- 27 luglio - Jacob Axelsson Lindblom, arcivescovo luterano e storico svedese († 1819)
- 30 luglio - Louise du Pierry, astronoma francese († 1807)

### Agosto
- 1º agosto - Maurizio Ignazio Fresia, generale e nobile italiano († 1826)
- 3 agosto - James Wyatt, architetto britannico († 1813)
- 8 agosto - Hieronymus van Alphen, poeta e scrittore olandese († 1803)
- 13 agosto - Philippe-Laurent Roland, scultore francese († 1816)
- 21 agosto - Ignaz Umlauf, compositore austriaco († 1796)
- 29 agosto - Luigi Camillo Goltieri, abate e educatore italiano († 1818)
- 30 agosto - Giuseppe Francesco de Varax, generale e politico italiano († 1830)
- 31 agosto - James Lackington, editore britannico († 1815)

### Settembre
- 2 settembre - Henry Scott, III duca di Buccleuch, politico scozzese († 1812)
- 3 settembre - Friedrich Wilhelm Gotter, poeta e drammaturgo tedesco († 1797)
- 4 settembre - Friedrich Ludwig Benda, direttore d'orchestra, compositore e violinista tedesco († 1792)
- 4 settembre - Sergej Aleksandrovič Menšikov, nobile e ufficiale russo († 1815)
- 10 settembre - Gottlob Christian Storr, teologo tedesco († 1805)
- 11 settembre - Sof'ja Stepanovna Razumovskaja, nobildonna russa († 1803)
- 11 settembre - Giovanni Battista Venturi, fisico italiano († 1822)
- 12 settembre - Chevalier de La Barre,  francese († 1766)
- 13 settembre - Michele Arditi, antiquario, avvocato e archeologo italiano († 1838)
- 15 settembre - Pierre Jean Baptiste Choudard Desforges, attore teatrale, commediografo e librettista francese († 1806)
- 16 settembre - Georges Louis Marie Dumont de Courset, botanico e agronomo francese († 1824)
- 16 settembre - George Greville, II conte di Warwick, nobile e politico inglese († 1816)
- 20 settembre - Maurice-Auguste Beniowski, avventuriero, ufficiale e esploratore ungherese († 1786)
- 23 settembre - Jean-Charles de Coucy, arcivescovo cattolico francese († 1824)
- 26 settembre - Johann Carl Friedrich Dauthe, architetto tedesco († 1816)
- 28 settembre - William Jones, linguista, orientalista e magistrato britannico († 1794)
- 28 settembre - Giovanni Punto, cornista e compositore ceco († 1803)
- 29 settembre - Ernst Ludwig Gerber, compositore e organista tedesco († 1819)

### Ottobre
- 2 ottobre - Peter Jacob Hjelm, chimico svedese († 1813)
- 4 ottobre - Gioacchino de Gemmis, vescovo cattolico italiano († 1822)
- 4 ottobre - Luigi Sucini, fantino italiano († 1824)
- 5 ottobre - Mathieu Jouve Jourdan, rivoluzionario francese († 1794)
- 6 ottobre - Antonio Salvaggi, numismatico italiano († 1812)
- 12 ottobre - Emerico Lobo de Mesquita, organista e compositore brasiliano († 1805)
- 15 ottobre - Leonard Neale, arcivescovo cattolico statunitense († 1817)
- 23 ottobre - Nicola Palomba, presbitero, patriota e politico italiano († 1799)
- 27 ottobre - Maria Antonia von Elsener, nobildonna tedesca († 1793)
- 28 ottobre - Giuseppe Saverio Poli, fisico, naturalista e militare italiano († 1825)
- 28 ottobre - Adam Weisweiler, ebanista francese († 1820)
- 29 ottobre - Carlo II Augusto del Palatinato-Zweibrücken, nobile tedesco († 1795)

### Novembre
- 7 novembre - Absalom Jones, attivista e religioso statunitense († 1818)
- 8 novembre - Elisabetta Cristina Ulrica di Brunswick-Wolfenbüttel, principessa tedesca († 1840)
- 8 novembre - Giacinto Ugo Timoleone di Cossé-Brissac, militare francese († 1813)
- 9 novembre - Bernardo della Torre, teologo, patriota e vescovo cattolico italiano († 1820)
- 10 novembre - Giorgio XII di Georgia, re georgiano († 1800)
- 11 novembre - Jean Guillaume Moitte, scultore francese († 1810)
- 12 novembre - Jacques Alexandre César Charles, scienziato e inventore francese († 1823)
- 12 novembre - Tiradentes, patriota brasiliano († 1792)
- 13 novembre - Felice Campi, pittore italiano († 1817)
- 14 novembre - Cristina Elisabetta di Anhalt-Bernburg, nobile († 1823)
- 14 novembre - Franz Pilati von Tassul, generale austriaco († 1805)
- 14 novembre - Girolamo della Porta, cardinale italiano († 1812)
- 18 novembre - Maria Leopoldina di Anhalt-Dessau, principessa († 1769)
- 21 novembre - Giuseppe Maria Peruzzi, vescovo cattolico italiano († 1830)
- 26 novembre - Jacob Job Élie, generale francese († 1825)
- 27 novembre - Constantin Brun, mercante e diplomatico tedesco († 1835)
- 27 novembre - Robert R. Livingston, avvocato, politico e diplomatico statunitense († 1813)

### Dicembre
- 2 dicembre - Joachim Xavier Curado, militare e politico brasiliano († 1830)
- 3 dicembre - Jean Perdriau, militare francese († 1793)
- 5 dicembre - Nicola Saverio Gamboni, patriarca cattolico italiano († 1808)
- 15 dicembre - Dietrich Hermann Hegewisch, storico tedesco († 1812)
- 18 dicembre - Venanzio Rauzzini, cantante castrato e compositore italiano († 1810)
- 20 dicembre - Miguel José de Azanza, politico e diplomatico spagnolo († 1826)
- 29 dicembre - Saverio Cassar, presbitero e patriota maltese († 1805)
- 30 dicembre - François-André Vincent, pittore francese († 1816)

### Senza giorno specificato
- Timur Shah Durrani,  afghano († 1793)
- Grato Albertolli, decoratore svizzero († 1835)
- Aleksandr Andreevič Baranov, mercante russo († 1819)
- Biagio Bartalini,  e medico italiano († 1822)
- Bartolomeo Benincasa, scrittore e librettista italiano († 1816)
- Giuseppe Berini, presbitero e naturalista italiano († 1831)
- George Bogle, avventuriero e diplomatico scozzese († 1781)
- Giuseppe Boretti, architetto e imprenditore italiano († 1849)
- Henriette Bourdic-Viot, scrittrice e poetessa francese († 1802)
- Charles Cameron, architetto scozzese († 1812)
- Domenico Chelli, architetto, scenografo e pittore italiano († 1820)
- Alessandro D'Anna, pittore italiano († 1810)
- Jean-Baptiste Mercier Dupaty, giurista, letterato e scrittore francese († 1788)
- Pietro Gabrielli, II principe di Prossedi, nobile e politico italiano († 1824)
- Gregorio V, arcivescovo ortodosso greco († 1821)
- Franziska Hellmuth, attrice e cantante lirica tedesca
- Elia Interguglielmi, pittore italiano († 1835)
- Elisha Lawrence, politico statunitense († 1799)
- Pompeo Schiantarelli, architetto italiano († 1805)
- Muhammad Ali Shah, sovrano indiano († 1842)
- Francesco Sicuro, architetto e incisore italiano († 1826)
- Hannah Stilley Gorby († 1840)
- Jan Hendrik van Swinden, matematico e fisico olandese († 1823)
- Agostino Zhao Rong, presbitero cinese († 1815)

## Morti

### Gennaio
- 18 gennaio - Valeriano Pellegrini, cantante castrato italiano
- 21 gennaio - Nicolaes Verkolje, incisore, pittore e disegnatore olandese (n. 1673)
- 25 gennaio - Aleksandr L'vovič Naryškin, politico russo (n. 1694)
- 28 gennaio - Pietro De Martino, matematico e astronomo italiano (n. 1707)

### Febbraio
- 4 febbraio - Robert Blair, poeta scozzese (n. 1699)
- 5 febbraio - Hermann Friedrich Teichmeyer, medico e botanico tedesco (n. 1685)
- 11 febbraio - Vasilij Vladimirovič Dolgorukov, generale russo (n. 1667)
- 20 febbraio - Jan Aleksander Lipski, cardinale e vescovo cattolico polacco (n. 1690)
- 22 febbraio - Guillaume Coustou, scultore francese (n. 1677)
- 23 febbraio - Ambrogio Caracciolo, I principe di Torchiarolo, principe e militare italiano (n. 1699)
- 25 febbraio - Paolo Mattia Doria, filosofo e matematico italiano (n. 1667)

### Marzo
- 10 marzo - Federico Guglielmo di Sassonia-Meiningen, duca tedesco (n. 1679)
- 13 marzo - Charles-Gaspard-Guillaume de Vintimille du Luc, arcivescovo cattolico francese (n. 1655)
- 17 marzo - Jean Bouhier, giurista e magistrato francese (n. 1673)
- 18 marzo - Anna Leopol'dovna Romanova, sovrana russa (n. 1718)
- 20 marzo - Nicolas de Largillière, pittore francese (n. 1656)
- 27 marzo - Zaccaria Canal, politico e diplomatico italiano (n. 1685)
- 29 marzo - Ignatius Kegler, gesuita, astronomo e missionario tedesco (n. 1680)
- 29 marzo - Matteo Ripa, missionario italiano (n. 1682)
- 30 marzo - Jean-Joseph Fiocco, compositore fiammingo (n. 1686)

### Aprile
- 8 aprile - Álvaro de Abranches e Noronha, vescovo cattolico portoghese (n. 1661)
- 12 aprile - Grigorij Ivanovič Orlov, militare e politico russo (n. 1685)
- 14 aprile - Ernesto Ferdinando di Brunswick-Bevern, militare tedesco (n. 1682)

### Maggio
- 1º maggio - Thomas Wheate, II baronetto, politico inglese (n. 1693)
- 4 maggio - Antonio Pollarolo, musicista e compositore italiano (n. 1676)
- 6 maggio - Antoine-Robert Gaudreaux, ebanista francese (n. 1680)
- 6 maggio - Mosè Luzzatto, rabbino e filosofo italiano (n. 1707)
- 15 maggio - John James, architetto inglese
- 16 maggio - Giovanni Adolfo II di Sassonia-Weissenfels, militare tedesco (n. 1685)
- 26 maggio - Thomas Southerne, drammaturgo irlandese (n. 1660)

### Giugno
- 8 giugno - Federico III d'Assia-Homburg, nobile tedesco (n. 1673)
- 14 giugno - Colin Maclaurin, matematico scozzese (n. 1698)
- 15 giugno - Lorenzo Guadagnini, liutaio italiano (n. 1685)
- 19 giugno - John Spencer, politico britannico (n. 1708)

### Luglio
- 9 luglio - Filippo V di Spagna, re spagnolo (n. 1683)
- 20 luglio - Jacques-Bonne Gigault de Bellefonds, arcivescovo cattolico francese (n. 1698)
- 22 luglio - Maria Teresa Raffaella di Borbone-Spagna,  spagnola (n. 1726)
- 23 luglio - Giovanni Battista Labanchi, vescovo cattolico italiano (n. 1677)
- 24 luglio - Girolamo Crispi, arcivescovo cattolico italiano (n. 1667)
- 26 luglio - Friedrich Karl von Schönborn-Buchheim, vescovo cattolico tedesco (n. 1674)
- 30 luglio - Francesco Trevisani, pittore italiano (n. 1656)

### Agosto
- 1º agosto - Bernardino Perfetti, giurista e poeta italiano (n. 1681)
- 6 agosto - Cristiano VI di Danimarca, re (n. 1699)
- 8 agosto - Francis Hutcheson, filosofo irlandese (n. 1694)
- 8 agosto - Francesca Margherita de L'Épine, soprano italiano
- 15 agosto - Giuseppe Maria Gonzaga, nobiluomo italiano (n. 1690)
- 18 agosto - Arthur Elphinstone, VI Lord Balmerino, nobile e militare scozzese (n. 1688)
- 24 agosto - Francesco Antonio Saverio Grue, ceramista italiano (n. 1686)
- 27 agosto - Carlo Leopoldo Calcagnini, cardinale italiano (n. 1679)
- 27 agosto - Johann Caspar Ferdinand Fischer, compositore, clavicembalista e organista tedesco (n. 1656)
- 28 agosto - Giovanni Camillo Ciabilli, pittore e poeta italiano (n. 1675)

### Settembre
- 3 settembre - Marcello Sacchi, vescovo cattolico italiano (n. 1683)
- 10 settembre - Maximilian Ulrich von Kaunitz, diplomatico e politico austriaco (n. 1679)
- 21 settembre - Alessandro Gregorio Capponi, museologo e nobile italiano (n. 1683)
- 28 settembre - Jean-Baptiste Louis Frédéric de La Rochefoucauld de Roye, militare francese (n. 1707)
- 29 settembre - François de Bricqueville, ammiraglio francese

### Ottobre
- 5 ottobre - Tommaso Nasini, pittore italiano (n. 1663)
- 12 ottobre - Augustin Friedrich Walther, anatomista e botanico tedesco (n. 1688)
- 13 ottobre - Theophilus Hastings, IX conte di Huntingdon, nobile inglese (n. 1696)
- 20 ottobre - Blaise Joseph Ollivier, ingegnere francese (n. 1701)
- 25 ottobre - Giambattista Rossi, presbitero italiano (n. 1690)

### Novembre
- 3 novembre - Maur Dantine, religioso belga (n. 1688)
- 5 novembre - Giovanni Luigi II di Anhalt-Zerbst, principe (n. 1688)
- 7 novembre - Luigi II Gonzaga, nobile italiano (n. 1680)
- 14 novembre - Georg Wilhelm Steller, botanico, zoologo e medico tedesco (n. 1709)
- 18 novembre - Giovanni Luca Zuzzeri, numismatico e archeologo italiano (n. 1717)
- 29 novembre - Pál Forgách il vecchio, presbitero ungherese (n. 1677)

### Dicembre
- 6 dicembre - Grizel Baillie, scrittrice e cantautrice scozzese (n. 1665)
- 10 dicembre - Teodorico Pedrini, presbitero, missionario e musicista italiano (n. 1671)
- 17 dicembre - Antonio José de Mendoza Caamaño y Sotomayor,  spagnolo (n. 1667)
- 31 dicembre - Siro Baroni, pittore italiano (n. 1678)

### Senza giorno specificato
- Abdul Jalil Rahmat Shah di Johor, sovrano malese
- Giuliano Anastagi, ingegnere e cartografo italiano
- Cesare Benvenuti, filosofo e teologo italiano (n. 1669)
- Norbert van Bloemen, pittore fiammingo (n. 1670)
- Domenico Bocciardo, pittore italiano (n. 1686)
- Antoine Deidier, medico francese (n. 1670)
- Domenico Guidobono, pittore italiano (n. 1668)
- Joseph-François Lafitau, gesuita e scrittore francese (n. 1681)
- Giacomo Leoni, architetto italiano (n. 1686)
- Bernardino Mercoli, pittore e scultore svizzero (n. 1682)
- Baldassarre Odescalchi, I principe Odescalchi, nobile italiano (n. 1683)
- Francesco Antonio Sessi, nobile italiano (n. 1692)
- Angiola Tavella, pittrice italiana (n. 1698)
- Giuseppe Rocco Volpi, scrittore italiano (n. 1692)
- Ye Tianshi, medico cinese (n. 1667)

## Calendario
| Calendario 1746 | Calendario 1746 | Calendario 1746 | Calendario 1746 | Calendario 1746 | Calendario 1746 | Calendario 1746 | Calendario 1746 | Calendario 1746 | Calendario 1746 | Calendario 1746 | Calendario 1746 | Calendario 1746 | Calendario 1746 | Calendario 1746 | Calendario 1746 | Calendario 1746 | Calendario 1746 | Calendario 1746 | Calendario 1746 | Calendario 1746 | Calendario 1746 | Calendario 1746 | Calendario 1746 | Calendario 1746 | Calendario 1746 | Calendario 1746 | Calendario 1746 | Calendario 1746 | Calendario 1746 | Calendario 1746 | Calendario 1746 | Calendario 1746 |
| --------------- | --------------- | --------------- | --------------- | --------------- | --------------- | --------------- | --------------- | --------------- | --------------- | --------------- | --------------- | --------------- | --------------- | --------------- | --------------- | --------------- | --------------- | --------------- | --------------- | --------------- | --------------- | --------------- | --------------- | --------------- | --------------- | --------------- | --------------- | --------------- | --------------- | --------------- | --------------- | --------------- |
|                 | 1               | 2               | 3               | 4               | 5               | 6               | 7               | 8               | 9               | 10              | 11              | 12              | 13              | 14              | 15              | 16              | 17              | 18              | 19              | 20              | 21              | 22              | 23              | 24              | 25              | 26              | 27              | 28              | 29              | 30              | 31              |                 |
| Gennaio         | Sa              | Do              | Lu              | Ma              | Me              | Gi              | Ve              | Sa              | Do              | Lu              | Ma              | Me              | Gi              | Ve              | Sa              | Do              | Lu              | Ma              | Me              | Gi              | Ve              | Sa              | Do              | Lu              | Ma              | Me              | Gi              | Ve              | Sa              | Do              | Lu              |                 |
| Febbraio        | Ma              | Me              | Gi              | Ve              | Sa              | Do              | Lu              | Ma              | Me              | Gi              | Ve              | Sa              | Do              | Lu              | Ma              | Me              | Gi              | Ve              | Sa              | Do              | Lu              | Ma              | Me              | Gi              | Ve              | Sa              | Do              | Lu              |                 |                 |                 |                 |
| Marzo           | Ma              | Me              | Gi              | Ve              | Sa              | Do              | Lu              | Ma              | Me              | Gi              | Ve              | Sa              | Do              | Lu              | Ma              | Me              | Gi              | Ve              | Sa              | Do              | Lu              | Ma              | Me              | Gi              | Ve              | Sa              | Do              | Lu              | Ma              | Me              | Gi              |                 |
| Aprile          | Ve              | Sa              | Do              | Lu              | Ma              | Me              | Gi              | Ve              | Sa              | Do              | Lu              | Ma              | Me              | Gi              | Ve              | Sa              | Do              | Lu              | Ma              | Me              | Gi              | Ve              | Sa              | Do              | Lu              | Ma              | Me              | Gi              | Ve              | Sa              |                 |                 |
| Maggio          | Do              | Lu              | Ma              | Me              | Gi              | Ve              | Sa              | Do              | Lu              | Ma              | Me              | Gi              | Ve              | Sa              | Do              | Lu              | Ma              | Me              | Gi              | Ve              | Sa              | Do              | Lu              | Ma              | Me              | Gi              | Ve              | Sa              | Do              | Lu              | Ma              |                 |
| Giugno          | Me              | Gi              | Ve              | Sa              | Do              | Lu              | Ma              | Me              | Gi              | Ve              | Sa              | Do              | Lu              | Ma              | Me              | Gi              | Ve              | Sa              | Do              | Lu              | Ma              | Me              | Gi              | Ve              | Sa              | Do              | Lu              | Ma              | Me              | Gi              |                 |                 |
| Luglio          | Ve              | Sa              | Do              | Lu              | Ma              | Me              | Gi              | Ve              | Sa              | Do              | Lu              | Ma              | Me              | Gi              | Ve              | Sa              | Do              | Lu              | Ma              | Me              | Gi              | Ve              | Sa              | Do              | Lu              | Ma              | Me              | Gi              | Ve              | Sa              | Do              |                 |
| Agosto          | Lu              | Ma              | Me              | Gi              | Ve              | Sa              | Do              | Lu              | Ma              | Me              | Gi              | Ve              | Sa              | Do              | Lu              | Ma              | Me              | Gi              | Ve              | Sa              | Do              | Lu              | Ma              | Me              | Gi              | Ve              | Sa              | Do              | Lu              | Ma              | Me              |                 |
| Settembre       | Gi              | Ve              | Sa              | Do              | Lu              | Ma              | Me              | Gi              | Ve              | Sa              | Do              | Lu              | Ma              | Me              | Gi              | Ve              | Sa              | Do              | Lu              | Ma              | Me              | Gi              | Ve              | Sa              | Do              | Lu              | Ma              | Me              | Gi              | Ve              |                 |                 |
| Ottobre         | Sa              | Do              | Lu              | Ma              | Me              | Gi              | Ve              | Sa              | Do              | Lu              | Ma              | Me              | Gi              | Ve              | Sa              | Do              | Lu              | Ma              | Me              | Gi              | Ve              | Sa              | Do              | Lu              | Ma              | Me              | Gi              | Ve              | Sa              | Do              | Lu              |                 |
| Novembre        | Ma              | Me              | Gi              | Ve              | Sa              | Do              | Lu              | Ma              | Me              | Gi              | Ve              | Sa              | Do              | Lu              | Ma              | Me              | Gi              | Ve              | Sa              | Do              | Lu              | Ma              | Me              | Gi              | Ve              | Sa              | Do              | Lu              | Ma              | Me              |                 |                 |
| Dicembre        | Gi              | Ve              | Sa              | Do              | Lu              | Ma              | Me              | Gi              | Ve              | Sa              | Do              | Lu              | Ma              | Me              | Gi              | Ve              | Sa              | Do              | Lu              | Ma              | Me              | Gi              | Ve              | Sa              | Do              | Lu              | Ma              | Me              | Gi              | Ve              | Sa              |                 |